# Tripudium
Tripudium (ou terripudium) est un mot gréco-latin de la divination étrusque puis romaine relatif aux choses tombées à terre (de terri, terre) et désignant, par imitation,  une des danses étrusques.

## Tripudium solistimum
Auspice forcé de divination au moyen de poulets tenus en cage :  « les poulets sacrés dévoraient avec tant d'avidité le grain qu'on leur jetait, qu'il s'en échappait de leurs becs une partie qui retombait à terre ; ce qu'on regardait comme un présage ».

## Tripudium sonivivum
Présage tiré du bruit d'une chose qui tombe à terre, sans avoir été touchée (arbre...).